# Carlo Fecia di Cossato (S 519)
Il sommergibile della Marina Militare italiana Carlo Fecia di Cossato, appartenente alla 1ª serie della Classe Sauro è stato consegnato alla MMI il 5 novembre 1979.

## Nome
Il battello prende il suo nome dal capitano di fregata Carlo Fecia di Cossato, medaglia d'oro al valor militare che al comando del Tazzoli stabilì il primato del numero di navi nemiche affondate.

## Trasformazione in museo galleggiante
Il battello, dopo l'ultimo ammainabandiera del 31 marzo 2005, dal 1º aprile 2005 è in disarmo, ormeggiato presso la Base MM della Spezia ed è era annunciato che dopo un restauro conservativo sarebbe stato trasferito a Trieste per esser inserito in un nuovo polo museale nel contesto del porto vecchio. L'unità gemella, il Nazario Sauro è stato destinato ad un ruolo simile ed è stato trasferito il 18 settembre 2009 per essere esposto al Galata − Museo del mare di Genova come parte integrante del museo.
Nel 2024 viene avviato alla demolizione nei cantieri turchi di Aliağa

## Galleria d'immagini
Il battello nel 1981 durante un'esercitazione nel golfo di Gaeta

Il battello nel corso dell'esercitazione
Il battello in immersione rapida

Lo stemma e un'immagine di Fecia di Cossato

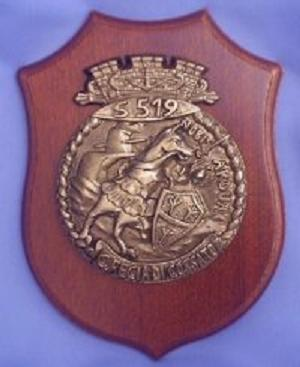
Lo stemma dell'unità
Fecia di Cossato (al centro) scruta l'orizzonte dalla torretta del Tazzoli